# Chiesa di San Miniato a Quintole
La chiesa di San Miniato si trova a Quintole nel comune di Impruneta.

## Storia
La chiesa è situata nei pressi della quinta pietra miliare della variante della via Cassia-Adrianea e risulta citata quale possesso della pieve di Impruneta in una bolla di papa Adriano IV del 29 novembre 1156.
Per il mantenimento dell'esercito fiorentino, il rettore Ugolino Alberti, nel 1260 si impegnò a pagare solamente 4 staia di grano ma successivamente le rendite della chiesa furono migliori visto che tra il 1276 e il 1303 la chiesa venne chiamata a pagare tra le 3 lire e 6 soldi e 4 lire e 6 soldi di decima. Ancora meglio andò nel 1314 quando la chiesa fu la beneficiaria di un testamento. Nel 1336 una tale Nente rimase vedova e decise di farsi suora e lo fece direttamente nelle mani dell'allora rettore Dono, ma la cosa suscitò scandalo tra i parrocchiani e il progetto saltò. Insieme al progetto salto alche il prete a cui fu imposto di scambiare il suo ruolo con il rettore della chiesa di Santo Stefano a Lucignano, e anche al nuovo rettore venne proibito di avere contatti con la donna.
Nel XV secolo la chiesa venne elevata a prioria e in quell'occasione venne costruita la casa canonica. Nel 1519 il patronato passò alla famiglia Rossi che fece realizzare per la chiesa tre altari, che nel 1575 in occasione della visita apostolica furono trovati in buono stato.
Come molte chiese della provincia di Firenze venne soppressa nel 1986 e annessa al Santuario imprunetino.

## Descrizione
Esternamente appare circondata da un portico e l'interno ha una pianta a croce latina. Il portale di accesso è di epoca romanica.
È stata più volte trasformata nel corso dei secoli, e poche tracce restano dell'edificio medievale.
All'interno, nel braccio sinistro del transetto, conserva un frammento di affresco trecentesco raffigurante la Madonna col Bambino.